# Liste der denkmalgeschützten Objekte in Gries im Sellrain
Die Liste der denkmalgeschützten Objekte in Gries im Sellrain enthält die denkmalgeschützten, unbeweglichen Objekte der Gemeinde Gries im Sellrain.

## Denkmäler
| Foto |                 | Denkmal                                                                                      | Standort                                           | Beschreibung | Metadaten |
| ---- | --------------- | -------------------------------------------------------------------------------------------- | -------------------------------------------------- | --- | --- |
| ja   | Datei hochladen | Schusterkapelle, Hoisen-Kapelle HERIS-ID: 96801 Objekt-ID: 112396 TKK: 48401                 | gegenüber Gries 10a Standort KG: Gries im Sellrain | Die Wegkapelle wurde 1686 errichtet. Der zweijochige gemauerte Bau mit dreiseitigem Chorschluss unter hohem und steilem Satteldach mit hölzernem Dachreiter weist im Inneren ein Stichkappengewölbe mit Putzgraten auf. | BDA-Hist.: Q37768819 Status: § 2a Stand der BDA-Liste: 2025-06-30 Name: Schusterkapelle, Hoisen-Kapelle GstNr.: .54                                                 |
| ja   | Datei hochladen | Kath. Pfarrkirche hl. Martin und Friedhof HERIS-ID: 55379 Objekt-ID: 64010 TKK: 48391, 48392 | gegenüber Gries 19 Standort KG: Gries im Sellrain  | Die barocke Kirche wurde 1734/35 nach Plänen von Franz Renn erbaut. Sie besteht aus einem Langhaus mit kurzen Kreuzarmen, einem geraden Chorschluss und einem Ostturm mit oktogonalem Glockengeschoß und zwei Zwiebelhauben am Chor. Die Fassade weist eine teilweise gemalte, teilweise geputzte Gliederung und im Westen ein Rundbogenportal auf. Der einschiffige Innenraum ist mit einer Stichkappentonne und unter der zweigeschoßigen Westempore mit einem Tonnengewölbe gedeckt. Die Deckenmalereien im Stil des Spätrokoko wurden 1788 von Josef Anton Puellacher geschaffen. Der Friedhof um die Kirche wurde 1787 angelegt und beherbergt eine Totenkapelle, ein Kriegerdenkmal, die ehemalige Friedhofskapelle und ein Friedhofskreuz. | BDA-Hist.: Q38065157 Status: § 2a Stand der BDA-Liste: 2025-06-30 Name: Kath. Pfarrkirche hl. Martin und Friedhof GstNr.: .74, 463 Sankt Martin (Gries im Sellrain) |
| ja   | Datei hochladen | Widum, ehem. Ahornhof HERIS-ID: 55380 Objekt-ID: 64011 TKK: 48396                            | Gries 23 Standort KG: Gries im Sellrain            | Ein gotischer Bauernhof aus dem 16. Jahrhundert wurde 1730–1732 zum Widum umgebaut. Die Fassaden sind mit einem Rundbogenportal, einer Uhr, gemalten Sonnenuhren und nazarenischen Fensterumrahmungen an teilweise gekehlten Fensterlaibungen gestaltet. | BDA-Hist.: Q38065168 Status: § 2a Stand der BDA-Liste: 2025-06-30 Name: Widum, ehem. Ahornhof GstNr.: .67                                                           |
| ja   | Datei hochladen | Gartenhaus HERIS-ID: 96791 Objekt-ID: 112383 TKK: 48397                                      | bei Gries 23 Standort KG: Gries im Sellrain        | Das Gartenhaus beim Widum wurde um 1800 errichtet. Der achteckige gemauerte Bau ist mit einer geschweiften Glockenhaube gedeckt. | BDA-Hist.: Q37768809 Status: § 2a Stand der BDA-Liste: 2025-06-30 Name: Gartenhaus GstNr.: 410                                                                      |